# Золотий глобус (2-га церемонія вручення)
2-га церемонія вручення нагород премії «Золотий глобус»

Січень 1945 року
Найкращий фільм (драма): 

Йти своїм шляхом
 < 1-ша > Церемонії вручення 3-тя >
2-га церемонія вручення нагород премії «Золотий глобус» за заслуги в галузі кінематографу за 1944 рік відбулася в кінці січня 1945. Церемонія була проведена в Лос-Анджелесі, Каліфорнія у готелі Беверлі-Гіллз.

## Переможці
- Найкраща чоловіча роль — драма:
  - Александер Нокс — Вілсон
- Найкраща жіноча роль — драма: 
  - Інгрід Бергман — Газове світло
- Найкраща режисерська робота: 
  - Лео МакКері — Йти своїм шляхом
- Найкращий фільм: 
  - Йти своїм шляхом
- Найкраща чоловіча роль другого плану: 
  - Баррі Фіцджеральд — Йти своїм шляхом
- Найкраща жіноча роль другого плану: 
  - Агнес Мурхед — Місіс Паркінгтон[en]